# Oligoclada xanthopleura
Die Oligoclada xanthopleura ist eine der 24 Libellenarten der Gattung Oligoclada aus der Unterfamilie Brachydiplacinae. Die Art ist in Manaus nachgewiesen.

## Bau der Imago
Der Hinterleib (Abdomen) misst bei Oligoclada xanthopleura-Männchen zwischen 14,0 und 15,1 Millimetern. Bei den Weibchen schwankt die Länge etwas weniger mit 14 bis 14,6 Millimetern. Bei beiden Geschlechtern sind die ersten drei Segmente des Abdomens bräunlich mit einem bläulich grauen Staubüberzug, danach schwarz. Auf dem vierten bis achten Segment finden sich seitlich kleine gelbbraune Punkte, die ab dem fünften Segment gestreckt sind. Diese Punkte sind bei den Weibchen etwas ausgeprägter. Auf der Unterseite ist das Abdomen ab dem fünften bis zum zehnten Segment gelblich. Der Thorax ist bei den Männchen metallisch blau schwarz und an seiner Hinterseite grünlich eingefärbt. Die Weibchen sind generell etwas heller. Die Beine sind schwarz.
Das Labium ist gelb, wobei es seitlich bei den Männchen gräulich wird und bei den Weibchen eine mittige schwarze Markierung hat.
Die Hinterflügel messen bei den Männchen zwischen 17,0 und 18,0 Millimeter. Die Hinterflügel der Weibchen sind mit 18,0 bis 18,7 Millimetern etwas größer. Das Flügelmal (Pterostigma) erreicht 1,3 bis 1,8 Millimeter bei den Männchen und 1,4 bis 1,7 Millimeter bei den Weibchen. Die Anzahl der Antenodaladern liegt beim Vorderflügel bei sechs bis sieben, beim Hinterflügel bei fünf bis sechs. Dabei ist die letzte Antenodalader im Vorderflügel vollständig, reicht also von der Costalader bis zur Radiusader. Postnodaladern existieren vier bis sechs beziehungsweise fünf bis sechs.

## Forschungsgeschichte
Erstmals beschrieben wurde die Art im Jahr 1931 von Donald Joyce Borror anhand eines Tieres aus Leticia.

## Weblink
- Oligoclada xanthopleura in der Roten Liste gefährdeter Arten der IUCN 2013.2. Eingestellt von: von Ellenrieder, N., 2007. Abgerufen am 3. März  2014.